# Gilbert Miller
Gilbert Miller (New York, 3 luglio 1884 – New York, 2 gennaio 1969) è stato un impresario teatrale statunitense.
Gilbert Heron Miller nacque a New York, figlio dell'attore e impresario teatrale inglese Henry Miller (1859-1926) e dell'attrice Bijou Heron. Dopo gli studi in Europa, rientrò negli Stati Uniti e, come suo padre, divenne un impresario di successo a Broadway.
Direttore della League of New York Theatre e membro di spicco dell'Actors Fund, oltre a gestire l'Henry Miller's Theatre (poi divenuto Stephen Sondheim Theatre) di Broadway, fu anche impresario del St. James's Theatre di Londra.
Nel 1934 si cimentò anche nella regia cinematografica, con l'unico film da lui diretto, The Lady is Willing.
Candidato tre volte al Tony Award alla migliore opera teatrale, lo ottenne nel 1950 per la sua produzione di The Cocktail Party. Nel 1965 gli fu assegnato uno speciale Tony Award "per aver prodotto 88 commedie e musical e per la sua perseveranza che ha contribuito a tener vivi New York e il teatro".
Gilbert Miller si sposò tre volte: con Jessie F. Glendinning, attrice; con Mary Margaret Allen; con Kathryn Bache, figlia del finanziere Jules Bache.
Gilbert Miller morì nel 1969. È sepolto nel Woodlawn Cemetery nel Bronx.